# Rotunda svatého Mikuláše (Vrapice)
Rotunda svatého Mikuláše ve Vrapicích u Kladna je součástí kostela svatého Mikuláše, který stojí v jihovýchodní části obce.

## Historie
Románská rotunda tvoří jádro gotického kostela, který k ní byl na její západní straně přistavěn.

## Popis
Z rotundy se dochovala celá apsida a část okrouhlé lodi s vítězným obloukem. Průměr apsidy je 4,34 metru, lodi 5,45 metru, vítězný oblouk je široký 3,60 metru a výška do klenby je 5,42 metru; zdivo z opukových kvádříků je silné 1,12 metru.
Při gotické přestavbě bylo zdivo sneseno až po klenbu, která je v apsidě nová, segmentová, valená. Lizény z vnější strany měly původně šířku 0,20 metru, nyní jsou zakryté omítkou. Východní okno bylo rozšířeno na 1,60 metru výšky a 0,65 metru šířky. Na severní straně přiléhá k rotundě nová sakristie, do které byl z apsidy upraven široký vchod.